# Jüdischer Friedhof Wankheim

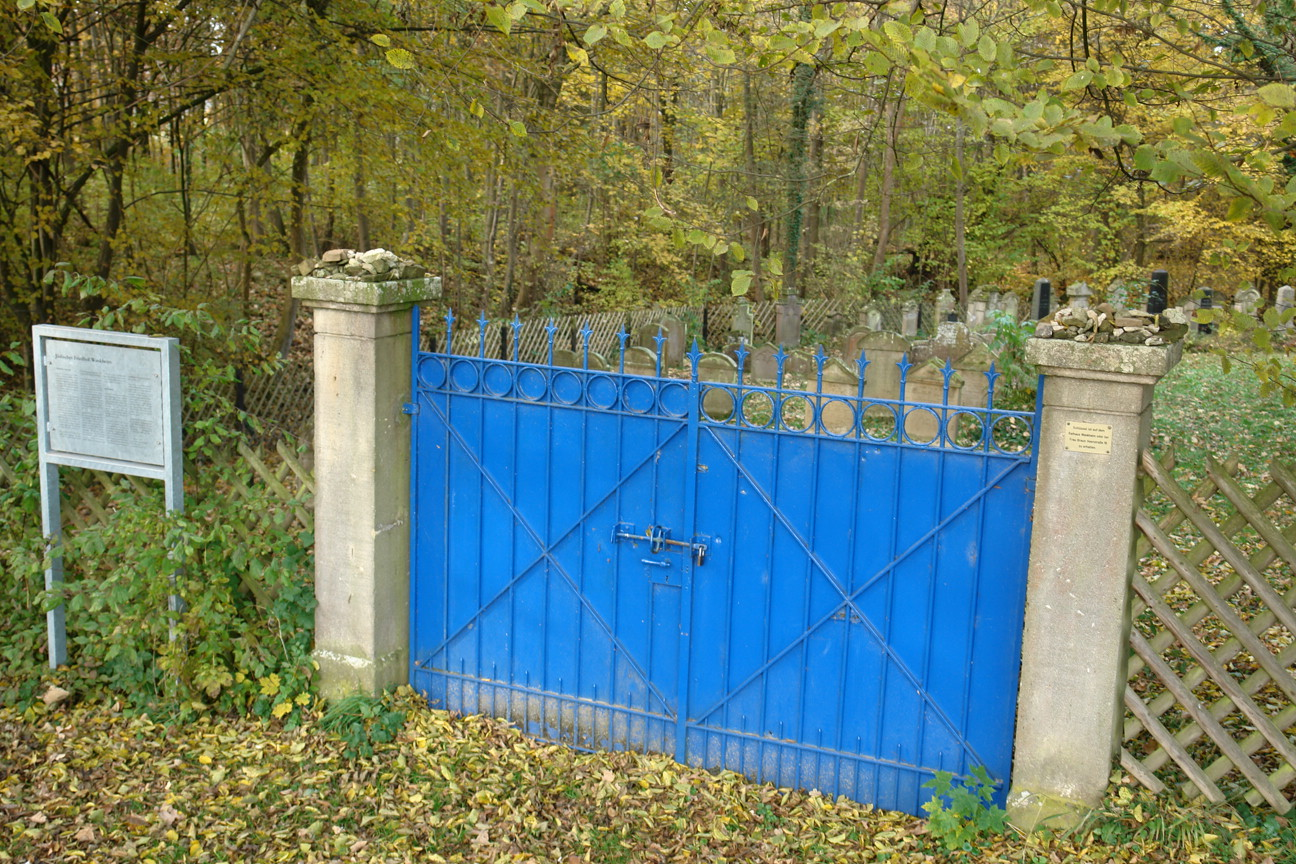
Tor und Hinweistafel

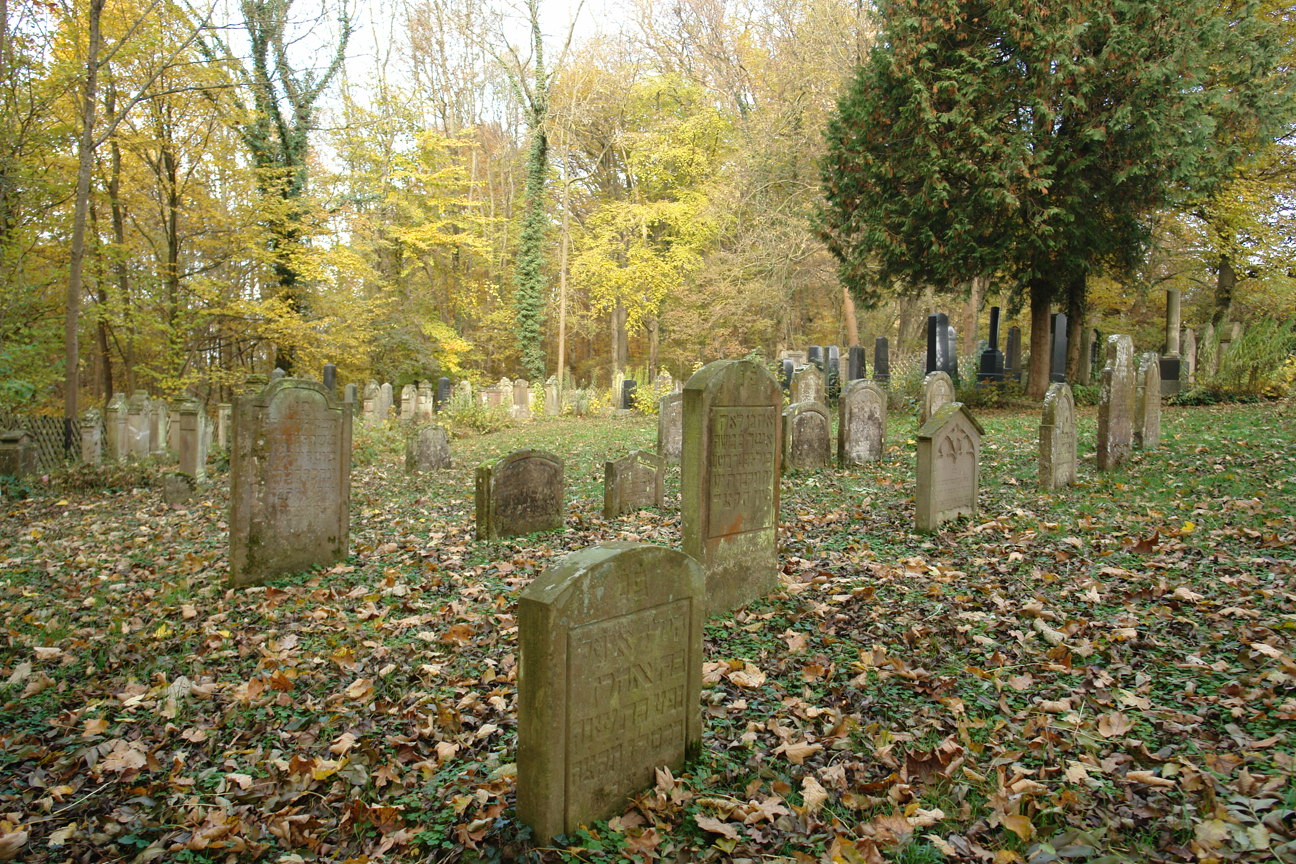
Alte Grabsteine

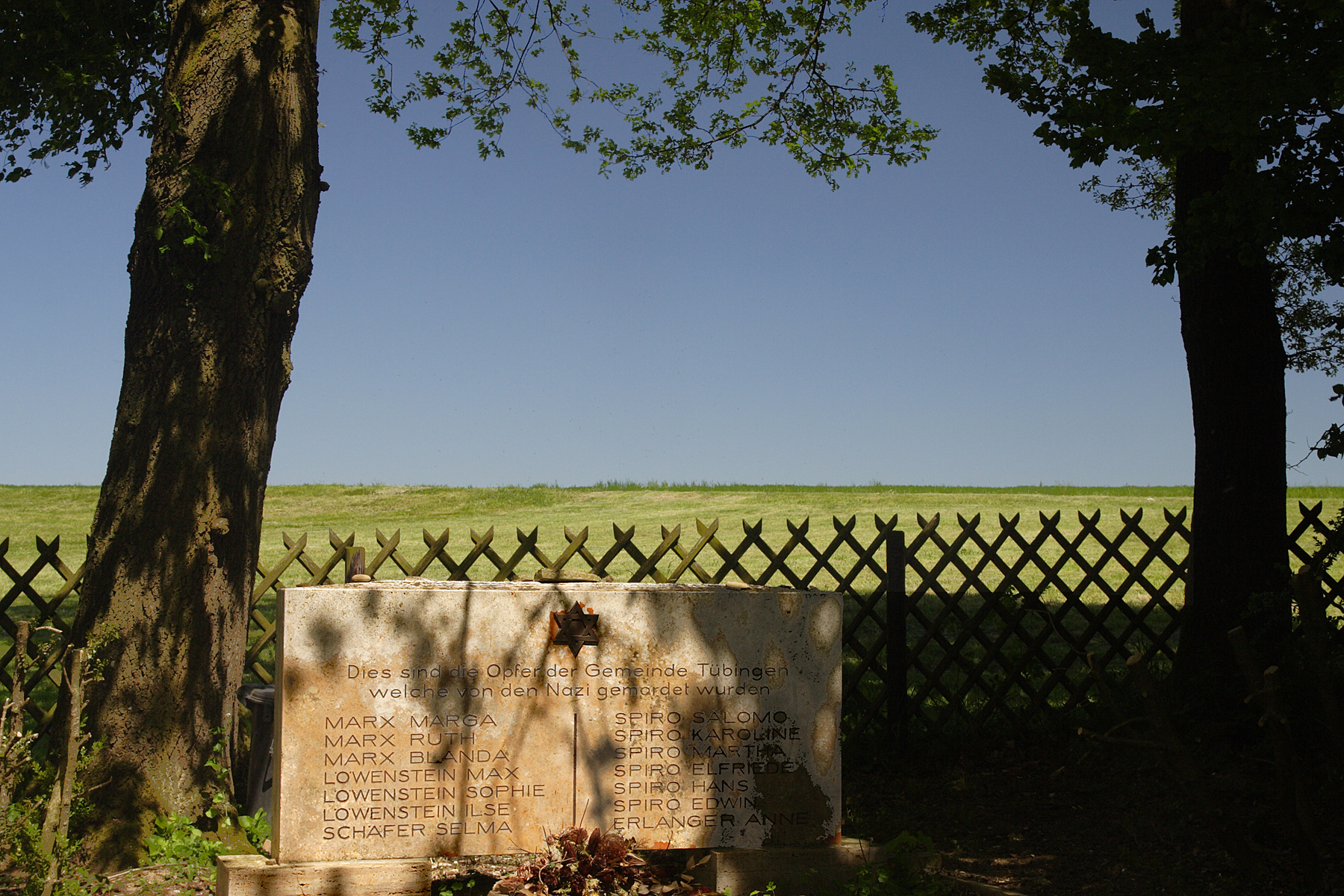
Gedenkstein von 1949 für die 14 Tübinger, die von den Nationalsozialisten ermordet worden waren

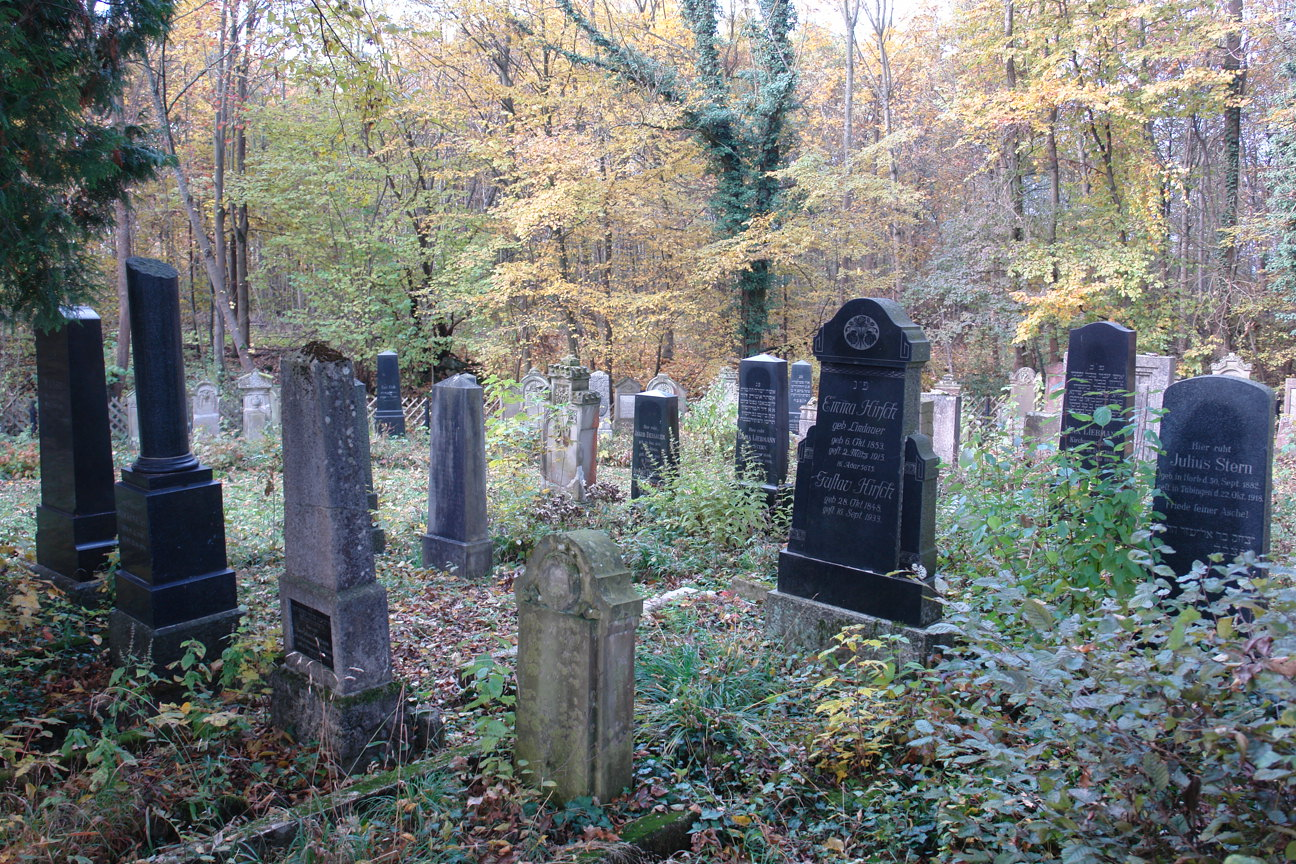
Neuere (vor 1941) Grabsteine, zumeist mit lateinischer Schrift

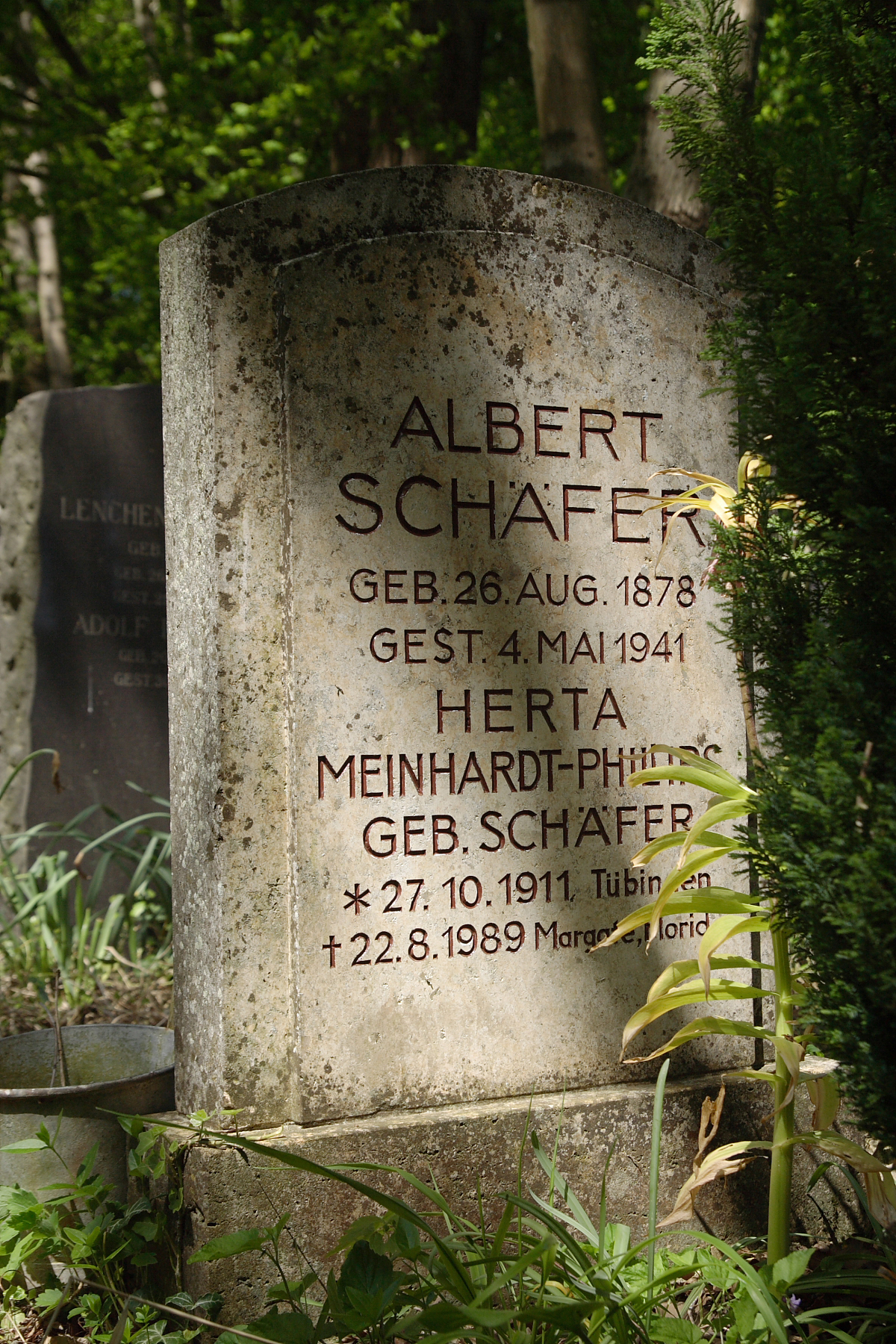
Grabstein der letzten Beisetzung im Mai 1941 auf dem jüdischen Friedhof Wankheim. Albert Schäfer war an den Folgen seiner Haft im KZ Dachau, wohin er nach der Reichspogromnacht 1938 verschleppt worden war, nach seiner Entlassung in Tübingen gestorben.

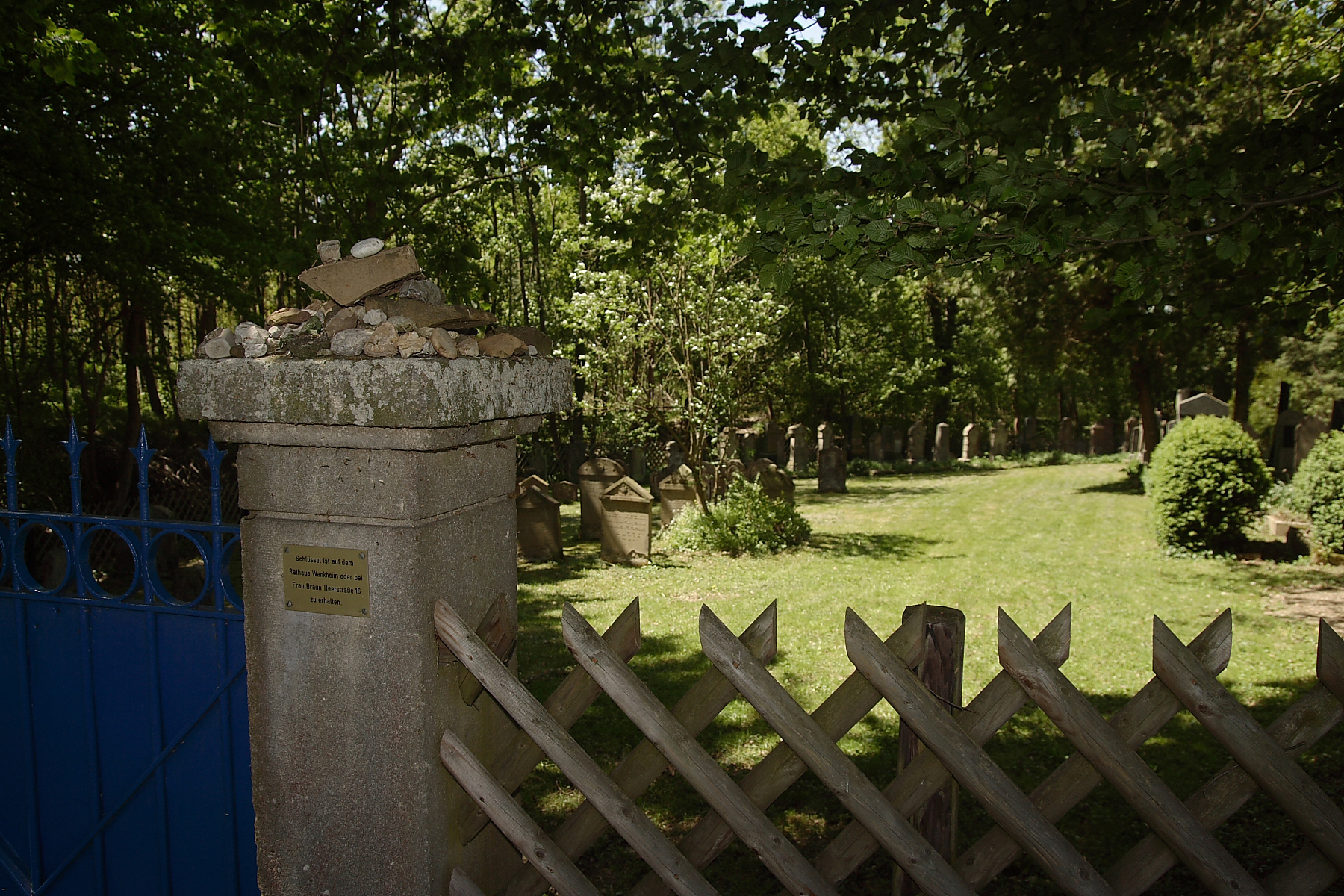
Umfriedeter Hain an einem Waldrand im Mai

Den Jüdischen Friedhof von Wankheim legte die Gemeinschaft israelitischer Familien im Dorf 1774 an. Er diente der 1832 errichteten israelitischen Kirchengemeinde Wankheim, deren Sitz 1882 nach Tübingen verlegt wurde, als Begräbnisplatz. Bestattungen fanden von 1776/77 bis 1941 statt. Ab 2023 wurde der gesamte Friedhof mit den erhaltenen Grabsteinen umfassend saniert. Er ist ein bedeutender erinnerungskultureller Ort im Landkreis Tübingen.

## Lage
Der Friedhof liegt auf der Gemarkung Wankheim, nördlich des Ortskerns in der Entfernung etwa 2 km Luftlinie. Er liegt an einer kleinen Straße zwischen Wankheim und Kusterdingen, die früher die eigentliche Verbindung zwischen diesen Orten war. Er befindet sich in der Nähe der B28 Tübingen–Reutlingen nordwestlich der Ausfahrt Kusterdingen/Wankheim am Waldrand. Parallel zu der B28 führt dort ein Weg zwischen den Anschlussstellen Tübingen (gegenüber der Burgholzkaserne) und Kusterdingen/Wankheim. Auf der Kusterdinger Höhe kreuzt er sich mit der oben erwähnte Straße Wankheim–Kusterdingen. Von dieser Kreuzung aus ist der Friedhof in nordwestlicher Richtung gut sichtbar. Der Friedhof ist gewöhnlich geschlossen und kann nur im Rahmen einer Führung besichtigt werden.

## Geschichte
Im Jahr 1774 pachtete eine Gemeinschaft von vier bis fünf jüdischen Familien aus Wankheim einen Teil des heutigen Friedhofs von der bürgerlichen Gemeinde zur Bestattung ihrer Toten. Sie bezahlten dafür eine Pacht von drei Gulden pro Jahr und zusätzlich pro bestatteter Person. Eine erste Bestattung ist für 1776/77 belegt. Das älteste erhaltene Grab stammt von 1788/89.
Die israelitische Oberkirchenbehörde wies die israelitische Kirchengemeinde Wankheim 1843 zum Kauf des bis dahin gepachteten Friedhofsgeländes an. Trotz anhaltenden Drucks der Oberkirchenbehörde kam der Kaufvertrag mit der der bürgerlichen Gemeinde Wankheim erst 1847 zustande. Die israelitische Kirchengemeinde kaufte 1864 und 1899 Erweiterungsflächen, sodass das Friedhofsgelände mit 10 Ar 88 Quadratmeter seine heutige Fläche belegte.
Die Reichsvereinigung der Juden in Deutschland als Rechtsnachfolger der israelitischen Kirchengemeinde Tübingen musste viele israelitische Friedhöfe im Deutschen Reich verkaufen. Den jüdischen Friedhof Wankheim erwarb die Gemeinde Wankheim 1943 um 75 Reichsmark. Die Gemeinde restituierte den Friedhof 1949 an die israelitische Kultusvereinigung Württemberg in Stuttgart. Heute ist die Israelitische Religionsgemeinschaft Württemberg Eigentümerin.
Teilweise unbekannte Täter schändeten den israelitischen Friedhof Wankheim Ende der 1930er Jahre, 1947, 1984, 1986 und 1989.
Unmittelbar nach dem Eingang zum jüdischen Friedhof Wankheim steht auf der rechten Seite ein Gedenkstein. Auf ihm stehen unter der Überschrift „Dies sind die Opfer der Gemeinde Tübingen welche von den Nazi gemordet wurden“ 14 Namen:
- Marga Marx (1909–1942)
- Ruth Marx (1933–1942)
- Blanda Marx (1878–1942)
- Max Löwenstein (1874–1944)
- Sophie Löwenstein (1874–1944)
- Ilse Löwenstein (1914–1944)
- Selma Schäfer (1887–1942)
- Salomo Spiro (1859–1943)
- Karoline Spiro
- Martha Spiro
- Elfriede Spiro (1894–1943)
- Hans Spiro (1898–1943)
- Edwin Spiro (1903–1943)
- Anne Erlanger (1883–1942)

Den Gedenkstein ließ der Shoah-Überlebende Viktor Marx 1946 auf eigene Kosten errichten. Es handelte sich vermutlich um den ersten derartigen Gedenkstein in Württemberg. Die ersten drei Namen sind die seiner Frau Marga, seiner Tochter Ruth und seiner Mutter Blanda.
2024 ließen der Landkreis Tübingen und die Gemeinde Kusterdingen ein Gedenkbuch vor dem jüdischen Friedhof Wankheim aufstellen. Darin sind 56 Biografien deportierter und ermordeter Menschen jüdischer Herkunft auf Buchseiten aus Aluminium gedruckt. Diese Biografien hat das Kreisarchiv Tübingen recherchiert. Der künstlerische Entwurf des Gedenkbuches stammt von Jochen Meyder.

## Geschichte der jüdischen Gemeinde Wankheim
Im reichsritterschaftlichen Wankheim bestand eine jüdische Gemeinde bis 1882. Sie ging aus der Ansiedlung jüdischer Familien seit 1774 hervor. David Dessauer aus Nordstetten erhielt von den Grundherren Wankheims, den Freiherren von Saint-André, die Erlaubnis zur Niederlassung. Der Wankheimer Ortsherr Friedrich Daniel von Saint-André erlaubte vier Juden gegen eine „Schutzgebühr“ die Ansiedlung in seinem Dorf. Ihnen folgten mehrere Familien aus Unterdeufstetten, Braunsbach und Haigerloch. Die Familien handelten mit Trödelwaren, Vieh, Hopfenstangen und anderen Waren sowie anderen landwirtschaftlichen Erzeugnissen.
Nach ersten Beträumen kaufte die junge jüdische Gemeinde 1834 die Wankheimer Gaststätte Ochsen, um sie zu einer Synagoge umzubauen. Die Synagoge wurde am 16. Oktober 1835 eingeweiht. Die israelitische Gemeinde hatte zudem eine Religionsschule, ein rituelles Bad und den Friedhof. Zur Besorgung religiöser Aufgaben der Gemeinde war im 19. Jahrhundert zeitweise ein Lehrer angestellt, der zugleich als Vorbeter und Schochet tätig war. 1832 wurde die Gemeinde dem Bezirksrabbinat Mühringen zugeteilt.
In Wankheim betrug die Anzahl jüdischer Bewohnerinnen und Bewohner 1807 insgesamt 23 Mitglieder, 1819 sind 61 Juden belegt, 1839 waren es 104 Personen. Einen Höchststand mit 118 Personen erreichte die jüdische Gemeinde Wankheim 1845. Vor allem seit der Mitte des 19. Jahrhunderts wanderten viele Familien aus Wankheim in umliegende Städte ab. Die Anzahl jüdischer Bewohner sank bis 1861 auf 78 Personen, 1864 auf 43. 1875 waren es noch 28, 1885 ist noch eine jüdische Person genannt.
Nach 1860 zogen viele Wankheimer Juden nach Tübingen und Reutlingen um. So wuchs die Anzahl von Juden in Tübingen von 15 Personen im Jahr 1858 auf 49 im Jahr 1871, auf 75 im Jahr 1875 bis zu einem Hochstand 1880 von 123 Personen.